# Цыпина, Инесса Максовна
Инесса Максовна Цыпина (31 декабря 1946, Кишинев, Молдавская ССР - 11 февраля 2013, Кишинев, Молдавия) -  советская молдавская художница, живописец, график.

## Биография
Инна Цыпина родилась 31 декабря 1946 года в Кишиневе в семье главного инженера Кишиневской железной дороги Макса Цыпина и бухгалтера Зинаиды Фроловой. Отец будущей художницы хорошо рисовал. В 1959-1962 годах Цыпина училась в кишиневской Детской художественной школе им. А.В. Щусева у Натальи Васильевой, дочери художника Алексея Васильева. Позже художница продолжила обучение в художественном республиканском училище им. Репина на отделение живописи в классе А. М. Зевиной и В. Д. Зазерской (р. 1927). Свои работы она стала создавать в стиле модернизма С 1968 года художница начала участвовать в выставках.
В 1968 – 1988 годах Цыпина работала художником-постановщиком на Государственном Телевидении Молдавии.Одновременно занималась станковой живописью, участвовала в республиканских выставках. В 1979 создала серию картин «Отражения», абстрактные композиции «Лето», «Зима», «Весна», «Осень».
1980-е годы - начало пленэрных работ Цыпиной на улицах Кишинева. Написаны удивительные пейзажи: «Весна в старом Кишиневе» (1984), «Пейзаж. Старый Кишинев» (1985),«Старая мельница» (1987-1988), «Двор старого Кишинева» (1989) и другие.
Картины Цыпиной побывали на  Международных выставках в Японии (1988) и Испании (1989).
В 1988 она была принята в Союз художников СССР. Это совпало с перестройкой и с окончанием работы на Телевидении, которая отнимала много сил и времени в ущерб живописи, и началом изнурительной творческой гонки наверстывания упущенного в технике масляной живописи и графики (пастель, уголь, сангина, сепия) - портрет, натюрморт, пейзаж, ню.
В 1990-е годы появились новые серии работ: «Гурзуф», «Сахарна», «Страсти по России», «Ню», «Quo vadis», «Памяти репрессированных», «Памяти погибшим певцам-поэтам». Они демонстрировались в Бухаресте (1994), Венгрии (1995) и Москве (1995, 1996, 1998).
В 1993 году Цыпина создает свои знаменитые «Автопортреты».
В постперестроечные годы Цыпина работала по 20 часов в сутки, в 2005 году она за один месяц написала маслом 25 портретов современников с натуры.
Инна Цыпина участвовала в многочисленных конкурсах, в ежегодных общих выставках Союза художников Молдовы, в выставках Товарищества русских художников Молдовы «М-АРТ» в Кишиневе и в Бакэу (Румыния).
В начале 2000-х  годов прошли три персональные выставки Инны Цыпиной в Кишиневе.
В 2003 году состоялась поездка Цыпиной на Академическую дачу Союза художников России под Вышний Волочек. На этом международном пленэре, художница представляла Молдову впервые за долгие годы постперестройки. В 1884 году в живописном месте древнего славянского поселения, городища под Вышним Волочком, по инициативе И. Е. Репина была открыта дача - приют для летнего отдыха и творческой работы студентов Петербургской художественной Академии. Результатом поездки стали новые работы художницы «Праздник берез», «Мостик», «Дом над ручьем», «Закат» и другие, представленные на выставке Цыпиной «Страсти по России» (2004).
В 2004 Инна Цыпина была избрана членом Правления Товарищества русских художников Молдовы «М-АРТ» и участвовала в нескольких выставках этого коллектива, в частности, в выставке работ товарищества в Доме национальностей в Кишиневе (2005) и в 4-й выставке "Русская ветвь изобразительного древа Молдовы" (2008).
В 2006 награждена дипломом Союза художников Республики Молдова за портрет. В 2007 Цыпиной вручена премия Союза художников Республики Молдова за пейзаж «Воздух старого Кишинева».
Художник умерла 11 февраля 2013 в Кишинёве, похоронена на Кладбище Святого Лазаря.

## Признание
В 1987 году художник была награждена медалью Международной ассоциации японских художников, а в 2006 году удостоилась медали Михай Эминеску, которая вручается за особые заслуги в творческой деятельности.
В декабре 2021 года в Национальном музее изобразительного искусства в Кишенёве прошла посмертная выставка работ художницы.
Произведения художницы представлены в Государственной Третьяковской галереи, в музеях Волгограда, Кургана, Новокузнецка, Томска, в Национальном музее изобразительного искусства Республики Молдова, а также в частных собраниях Молдовы, России, Германии, США, Канады, Израиля, Италии, Франции.

### Значимые работы
- «Весна в старом Кишиневе» (1984)
- «Пейзаж. Старый Кишинев» (1985)
- «Старая мельница» (1987-1988)
- «Двор старого Кишинева» (1989)
- «Автопортрет» (1993)
- «Автопортрет в красном берете» (1993)
- «Женский портрет» (1998)
- «Портрет художника Дм. Пейчева» (2001)
- «Праздник берез» (2003)
- «Золотая береза» (2003)
- «Пейзаж с мостиком» (2003)
- «Воздух старого Кишинева» (2007)
- «Портрет оператора ТРМ И. Таукчи» (2008)
- «Портрет художника Э. Майденберга» (2008)